# Fissidentalium peruvianum
Fissidentalium peruvianum är en blötdjursart som först beskrevs av Dall 1908.  Fissidentalium peruvianum ingår i släktet Fissidentalium och familjen Dentaliidae. Inga underarter finns listade i Catalogue of Life.